# Falstaff (film, 1965)
Pour les articles homonymes, voir Falstaff (homonymie).
Pour plus de détails, voir Fiche technique et Distribution.
Falstaff (Campanadas a medianoche) est un film hispano-suisse d'Orson Welles de 1965 fondé sur le personnage de Falstaff, protagoniste des pièces Henri IV et Les Joyeuses Commères de Windsor de William Shakespeare.
Le film débute dans une taverne. Le prince Hal, fils du roi Henri IV, mène une vie dévergondée sous l’influence du chevalier Jack Falstaff, son tuteur. Mais le prince Hal conduit victorieusement son armée à la guerre alors que son père se meurt. Devenu le roi Henri V, le prince renie ses anciennes amitiés, et bannit ses compagnons de beuverie. Trahi, Falstaff s’éteint face à ses rêves brisés de pouvoirs et de puissance à jamais enfuis.
Orson Welles considérait ce film comme son meilleur film avec Le Procès de 1962. Il apparaît à certains critiques comme son œuvre la plus achevée, Falstaff est à la fois un personnage de Shakespeare recréé de toutes pièces par Welles — reconstruit — et l'autoportrait dérisoire de l'artiste et du cinéaste.

## Synopsis
Sir John Falstaff et le juge Shallow marchent dans la contrée enneigée de Gloucestershire. Ils entrent dans la maison du juge Shallow et se réchauffent au coin du feu en se rappelant quelques souvenirs.
Flash-back. Le roi Henri IV d'Angleterre a succédé à Richard II qu'il a assassiné. Le véritable héritier de Richard II, Edmund Mortimer, est prisonnier au Pays de Galles, et les cousins de Mortimer (les Percy) Northumberland, Worcester et le fils de Northumberland, Henry Percy (surnommé « Hotspur ») exigent qu'Henry sauve Mortimer. Le roi refuse et les Percy commencent à comploter pour destituer Henry.
Au grand mécontentement d'Henry, son fils, le prince Hal, passe le plus clair de son temps à la taverne de « La Hure de sanglier », buvant et faisant la fête avec des prostituées, des voleurs et d'autres criminels sous l'influence patriarcale de Falstaff. Falstaff insiste sur le fait que lui et Hal devraient se considérer comme des gentlemen, mais Hal prévient Falstaff qu'il rejettera un jour à la fois ce style de vie et Falstaff.
Le lendemain matin, Hal, Falstaff, Bardolph, Peto et Poins se déguisent en moines à Gad’s Hill pour dépouiller un groupe de riches pèlerins. Pour faire une farce à leurs complices, Hal et Poins ne se joignent pas au groupe durant le vol, mais quand le butin est prêt à être partagé, ils surgissent avec un autre déguisement et les font tous fuir. De retour à la taverne, Falstaff raconte à Hal et Poins avec une exagération croissante comment l'argent lui a été volé. Hal et Poins pointent les mensonges de Falstaff puis révèlent leur blague à tout le groupe. Pour fêter le vol du trésor, Falstaff et Hal se font passer à tour de rôle pour le roi Henry IV, avec une marmite à la place de la couronne et des imitations vocales. Falstaff, dans le rôle d’Henry, reproche à Hal de passer son temps avec des criminels de droit commun mais nomme Sir John Falstaff comme son seul ami vertueux. Puis Hal, à son tour dans le rôle d’Henry, qualifie Falstaff de « corrupteur de la jeunesse ».
Le prince Hal rend visite à son père Henry qui le réprimande pour son style de vie criminel et contraire à l'éthique. Henry met Hal en garde contre l'armée grandissante de Hotspur et la menace qui pèse sur sa couronne. Hal jure à son père, peu impressionné, qu'il défendra Henry et rachètera sa réputation.
L'armée du roi défile dans les rues et part à la guerre. Falstaff en fait partie. Avant la bataille, Henry rencontre Worcester et propose de pardonner la trahison des hommes de Hotspur s'ils se rendent sur le champ. Hal jure de tuer personnellement Hotspur. Worcester retourne dans son camp et ment à Hotspur, lui disant qu'Henry a l'intention d'exécuter tous les traîtres. Les deux armées s’affrontent lors de la bataille de Shrewsbury mais, par couardise, Falstaff se cache dans les buissons. Après un long et sanglant combat, les hommes du roi gagnent la bataille, après quoi Hotspur et Hal se rencontrent seuls et se battent en duel. Tandis que Falstaff regarde, Hal tue Hotspur. Henry condamne Worcester à mort et fait prisonniers ses hommes. Falstaff apporte le corps de Hotspur à Henry, affirmant qu'il l’a tué. Mais Henry ne croit pas Falstaff et regarde Hal avec désapprobation.
Le narrateur explique que tous les ennemis rebelles d'Henry IV ont été tués en 1408, mais que la santé d'Henry a commencé à se détériorer. Au château, Henry s'énerve lorsqu'on lui dit que le prince Hal passe à nouveau du temps avec Falstaff et s'effondre. Hal lui rend visite et découvre son père agonisant, bien plus malade qu'il ne l'avait imaginé. Hal jure à Henry d'être un bon et noble roi. Henry a enfin confiance en Hal et lui conseille sur la façon de devenir roi. Henry meurt et Hal annonce à ses hommes qu'il est désormais le roi Henri V.
Fin du flash-back. Retour à la première scène avec Falstaff, Shallow et Silence assis au coin du feu. Ils apprennent la nouvelle de la mort d'Henri IV. Le couronnement du prince Hal aura lieu ce matin-là. Falstaff se rend immédiatement au château, pensant qu'il deviendra un grand et puissant noble sous le règne du nouveau roi Henri V. Falstaff fait irruption et interrompt la cérémonie du couronnement, s’annonçant auprès de Hal sans pouvoir contenir son excitation. Mais Hal lui tourne le dos, proclame qu'il en a désormais fini avec son ancien style de vie et bannit Falstaff qui le regarde, désespéré. Le couronnement se poursuit dans le château tandis que Falstaff s'éloigne.
Cette nuit-là, Falstaff meurt à la taverne de « La Hure de sanglier ». Le lendemain matin, des fossoyeurs emportent son cercueil. Ses amis le pleurent, affirmant qu'il est mort le cœur brisé. Le narrateur précise que Hal est devenu un bon et noble roi.

## Fiche technique
- Titre original : Campanadas a medianoche
- Titre français : Falstaff
- Réalisation : Orson Welles
- Réalisateur seconde équipe : Jesús Franco
- Scénario : Orson Welles, d'après les pièces Richard II, Henry IV, Henri V, Les Joyeuses commères de Windsor de William Shakespeare et Les Chroniques d'Angleterre, d'Écosse et d'Irlande de Raphael Holinshed
- Décors : José Antonio de la Guerra
- Costumes : Orson Welles
- Photographie : Edmond Richard
- Son : Peter Parasheles
- Montage : Elena Jaumandreu, Frederick Muller, Peter Parasheles
- Musique : Angelo Francesco Lavagnino
- Producteurs : Harry Saltzman, Ángel Escolano, Emiliano Piedra
- Directeur de production : Gustavo Quintana
- Sociétés de production : Internacional Films (Espagne), Alpine Films (Suisse)
- Sociétés de distribution : Les Acacias (France), Tamasa Distribution (France)
- Pays d’origine :  Espagne,  Suisse
- Langue : anglais
- Format : 35 mm — noir et blanc — 1.66:1 — son monophonique
- Genre : comédie dramatique
- Durée : 115 minutes
- Dates de sortie : 
  -  22 décembre 1965
  -  8 mai 1966 (Festival de Cannes)
- (fr) Classifications CNC : tous publics, Art et Essai (visa d'exploitation no 32105 délivré le 19 juillet 1966)
- Affiche : Michel Landi (France)

## Distribution
- Orson Welles  (V.F : Pierre Brasseur) : Jack Falstaff
- Keith Baxter : le prince Hal / Henry V
- John Gielgud  (V.F : Paul-Émile Deiber) : Henry IV
- Jeanne Moreau : Doll Tearsheet
- Margaret Rutherford : Mistress Quickly
- Marina Vlady  (V.F : elle-même) : Kate Percy, Lady Hotspur
- Alan Webb : Justice Shallow
- Walter Chiari : Monsieur Silence
- Michael Aldrich : Pistole
- Tony Beckley : Poins
- Fernando Rey  (V.F : René Arrieu) : Worcester
- Andrew Faulds : Westmoreland
- José Nieto (V.F : Louis Arbessier)  : Northumberland
- Jeremy Row : Prince John, Lancaster
- Beatrice Welles : le page de Jack Falstaff
- Paddy Bedford : Bardolph
- Ralph Richardson  (V.F : Jacques Thébault) : le chroniqueur (voix off)

## Tournage

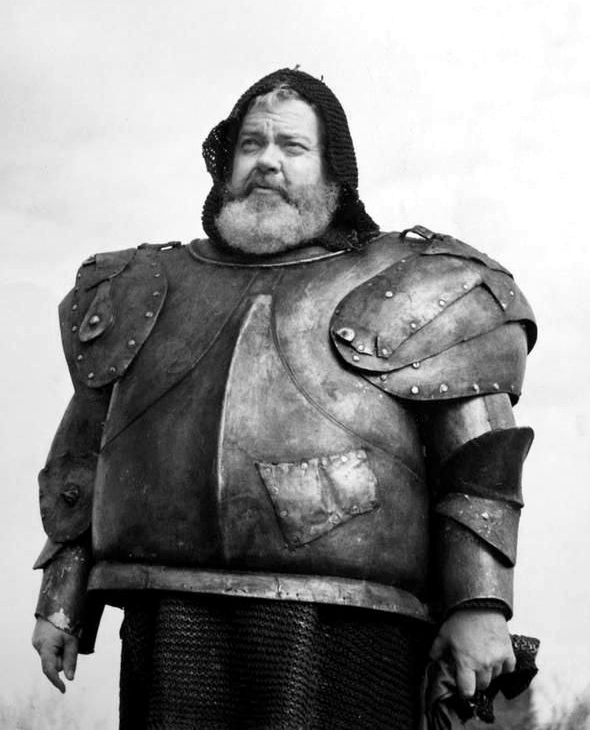
Photographie promotionnelle d'Orson Welles dans le rôle-titre.

- Période de prises de vue : de septembre 1964 à avril 1965.
- Extérieurs : Espagne.
- Intérieurs : Studios de Madrid (Espagne).
- Marina Vlady[3] : « Tourner avec Welles dans un rôle tiré du plus inventif de tous les scénaristes : William Shakespeare ! Comment ne pas se jeter dans la plus dure des batailles ? […] Ce géant à la voix tonnante qui, des costumes à la décoration, des lumières aux déplacements, veillait à tout, sachant créer sur-le-champ l’atmosphère idéale pour fournir un travail de la meilleure qualité. Car il n’avait pratiquement aucun gros moyen technique. Pour les travellings, sa caméra était posée sur des caisses à vin reliées entre elles par du fil de fer. Il la poussait avec les rares machinos, et tirait lui-même les câbles, de conserve avec quelques électros. Comme nous mourions de froid dans ce château médiéval ouvert à tous les vents, il nous réchauffait, nous massait de ses mains puissantes. Toute la troupe y passait : ouvriers, acteurs, cuisiniers et charpentiers. […] Un orage éclate au moment où le vieux roi se meurt. Le chef opérateur Edmond Richard, n’ayant pas suffisamment de projecteurs, usait d’un subterfuge inédit pour éclairer les immenses salles médiévales : il avait tendu du papier d’argent tout au long des murs qui n’étaient pas dans le champ. Je ne sais qui avait inventé cette nouvelle manière de profiter doublement des arcs : peut-être notre génial Orson y était-il pour quelque chose ? L’effet était saisissant. Les éclairs, par là-dessus, donnaient encore plus de tension, et les déflagrations infernales semblaient annoncer la fureur des dieux. Nous étions tous surexcités, et, à la fin de la journée de travail, aussi épuisés que comblés. On avait le sentiment d’avoir participé à quelque équipée grandiose. »

## Distinctions

### Récompenses
- Festival de Cannes 1966 : Grand Prix de la Commission supérieure technique (ex aequo).
- 1966 : Prix du meilleur film du Cercle des Écrivains Espagnols.

### Nomination
- BAFTA 1968 : Orson Welles nommé pour le prix du meilleur acteur étranger.

## Analyse de l’œuvre
- Si vous ne connaissez pas le sujet, laissez ce bandeau (vous pouvez alors contacter les auteurs).
- Si vous supprimez le contenu mis en cause (vous pouvez préalablement contacter les auteurs),

argumentez précisément cette suppression dans la page de discussion
(un manque de référence n'est pas un argument ; une recherche réelle de référence doit avoir été effectuée, être formellement documentée).
Personnage secondaire de l’œuvre de Shakespeare où il apparaît dans différentes pièces, John Falstaff devient Jack Falstaff entre les mains d'Orson Welles un caractère empreint de nostalgie et une synthèse de ceux, à l’image de Kane, avides de pouvoir, qui ont fait le cinéma de Welles. Figure grotesque, qui tient autant du satyre que du silène, Jack Falstaff est risible, mais sous son corps obèse et alcoolisé se cache un esprit fin et philosophique qui fait de lui un être touchant. Transposant l’Angleterre élisabéthaine dans des paysages andalous, le film est un adieu à l’enfance, aux rêves de toute-puissance, dans un univers qui chante la mémoire et les souvenirs face à la réalité du pouvoir implacable du jeune roi.
« Falstaff c'est moi ! » affirmait alors Orson Welles qui réalisait ce film à 50 ans. Synthèse de toute sa vie d’artiste, de ses succès et de ses échecs, rappelons ici qu’à 16 ans il publiait les pièces « simplifiées » de Shakespeare pour la Todd School, qu’il les jouait avec le Mercury Theater, et qu’en 1960 à Dublin, il était déjà Falstaff sur la scène, sans parler de Macbeth et d’Othello… ce film apparait comme un adieu à l'enfance.
Falstaff est la figure clownesque de l’artiste face au pouvoir, figure brisée et échouée du cinéaste et du metteur en scène.
Réalisé avec une économie de moyens remarquable, Falstaff est considéré par nombre de critiques comme le chef-d’œuvre d’Orson Welles.

## Critique
Pierre Billard dans L'Express estime le film « Hénaurme [sic] et essoufflant ».